# Givi Čocheli
Givi Čocheli, gruzínsky გივი ჩოხელი, rusky Гиви Дмитриевич Чохели (27. červen 1937, Telavi – 25. únor 1994, Tbilisi) byl sovětský fotbalista gruzínské národnosti. Nastupoval především na postu obránce.
Se sovětskou reprezentací vyhrál první mistrovství Evropy roku 1960 (tehdy nazývané Pohár národů). Zúčastnil se rovněž světového šampionátu v Chile roku 1962. V národním týmu působil v letech 1960–1962 a nastoupil k 19 zápasům.
Takřka celou kariéru (1957–1965) strávil v Dinamu Tbilisi.